# 張敬 (主持人)
張敬，本名張維斌，台灣廣播主持人，曾榮獲廣播金鐘獎「最佳流行音樂節目主持人獎」等獎項。

## 生平
張敬，台北出生，曾就讀建國高級中學、輔仁大學景觀設計學系、世新大學口語傳播學系。因一張簽名照和身為知名廣播主持人的高中學長光禹相識，並受其影響立志成為廣播節目主持人，於就讀世新大學期間毛遂自薦正式進入廣播圈，至今廣播資歷超過20年，獲得超過10座廣播金鐘獎。其間也同時擔任配音員、活動主持人等。
2005年起致力於口語表達推廣教育，2008-2011年在世新大學新聞傳播學院教授「口語傳播技能」與「廣播電視主持技巧」課程，2013年曾擔任新加坡麗的呼聲電台「全球最紅主持人」甄選評審導師、美國舊金山希望之聲電台節目顧問。並受邀為第1屆、第2屆、第4屆、第5屆《海峽兩岸電視主持新人賽》臺灣選手培訓，以及擔任第1屆、第3屆、第4屆、第7屆、第8屆、第13屆、第14屆校園金聲獎評審委員等，在廣播產業與專業口語表達教育領域持續貢獻影響力。
2016年張敬推動「新世紀詩樂推廣計畫」，將廣播人、音樂人與詩人的專業跨領域結合為「詩·歌·人聲」單元節目，此跨界合作計畫獲得知名詩人白萩、路寒袖、陳黎、羅智成、林沈默、顏艾琳、陳謙、葉莎、顧蕙倩等人的支持及參與。有聲導讀與詩樂原創的搭配為文學界的創舉，跳脫傳統文學推廣的模式，透過大眾傳播媒介讓更多人發現文學所能帶來的創新與可能，有其示範意義存在。本計畫成果獲得第51屆廣播金鐘獎 單元節目獎，並於2018年集結出版為文字書及有聲書。

## 獎項紀錄

### 廣播作品獎項
| 年份   | 節目名稱                      | 獎項                                  | 結果 |
| ------ | ----------------------------- | ------------------------------------- | ---- |
| 2019年 | 《酷客科學道館》              | 第54屆廣播金鐘獎 兒童節目獎           | 獲獎 |
| 2018年 | 《少年超優SHOW》              | 第53屆廣播金鐘獎 少年節目主持人獎     | 獲獎 |
| 2017年 | 《少年超優SHOW》              | 第52屆廣播金鐘獎 企劃編撰獎           | 獲獎 |
| 2016年 | 《詩歌人聲》                  | 第51屆廣播金鐘獎 單元節目獎           | 獲獎 |
| 2013年 | 《少年超優SHOW》              | 第48屆廣播金鐘獎 少年節目獎           | 獲獎 |
| 2013年 | 《交通安全宣導 叫賣達人系列》 | 第48屆廣播金鐘獎 非商品類廣告獎       | 獲獎 |
| 2008年 | 《音樂超優SHOW》              | 第43屆廣播金鐘獎 少年節目主持人獎     | 獲獎 |
| 2006年 | 《魔法日記》                  | 第41屆廣播金鐘獎 流行音樂節目主持人獎 | 獲獎 |
| 2005年 | 《寶貝魔法秀》                | 第40屆廣播金鐘獎 綜合節目主持人獎     | 獲獎 |
| 2005年 | 《寶貝魔法秀》                | 第40屆廣播金鐘獎 綜合節目獎           | 獲獎 |
| 2005年 | 《交通安全宣導 家有豆豆系列》 | 第40屆廣播金鐘獎 非商品類廣告獎       | 獲獎 |
| 2003年 | 《警廣形象廣告 老少咸宜篇》   | 第38屆廣播金鐘獎 非商品類廣告獎       | 獲獎 |

### 配音作品獎項
|        | 配音作品                                         | 獲得獎項 |
| 2019年 | 《護蟹任務 Mission- Land Crab Redemption》微電影 | 於美國國際短片競賽影展(Best Short Competition)，分別獲得最佳紀錄短片、自然生態野生動物類最佳短片、剪輯類優選獎等3項殊榮。8月再於全球電影競賽(The Accolade Global Film Competition) 影展，獲得自然環境野生動物類卓越獎、紀錄短片類卓越獎、公眾服務節目類優選獎及剪輯類優選獎等4個獎項 |
| 2017年 | 《蝙蝠任務 - 友善國道，給蝙蝠一個家》微電影      | 於「全球電影競賽The Accolade Global Film Competition」，分別獲得紀錄片短片卓越獎、自然環境野生動物類卓越獎及剪輯類卓越獎 |
| 2015年 | 《童言童語篇》廣播                               | 新北市立圖書館總館《創意大聲說》創意廣播徵選國語組首獎 |
| 2015年 | 《台客愛讀書篇》廣播                             | 新北市立圖書館總館《創意大聲說》創意廣播徵選台語組首獎 |

## 作品列表

### 廣播節目作品
| 年份      | 節目製作          | 職務       | 播出電臺     |
| 2014-2018 | 《魔法新世界》    | 製作、主持 | 警察廣播電臺 |
| 1999-2008 | 《魔法世界》      | 製作、主持 | 警察廣播電臺 |
| 2014-至今 | 《麻吉同學會》    | 製作       | 教育廣播電臺 |
| 2020-2020 | 《MIT生態道館》   | 製作       | 教育廣播電臺 |
| 2018-2018 | 《酷客科學道館》  | 製作       | 教育廣播電臺 |
| 2013-2018 | 《少年超優SHOW》  | 製作、主持 | 教育廣播電臺 |
| 2003-2018 | 《麻辣學堂》      | 製作       | 教育廣播電臺 |
| 2008-2012 | 《音樂超優SHOW》  | 製作、主持 | 教育廣播電臺 |
| 2006-2008 | 《麻辣電力學校》  | 製作       | 教育廣播電臺 |
| 2002-2003 | 《台北魔法e世代》 | 製作       | 台北廣播電臺 |
| 2001-2002 | 《台北魔法SHOW》  | 製作       | 台北廣播電臺 |
| 1997-1998 | 《魔法大帝國》    | 製作、主持 | 人人廣播電臺 |

### 創作出版作品
| 年份   | 書名                                   | 作者               | 備註                   |
| 2018年 | 《進擊吧！現代詩：詩歌人聲的傳媒實踐》 | 張敬、小實、顧蕙倩 | ISBN 978-957-11-9830-9 |
| 2018年 | 《聽見詩歌人聲》有聲書                 | 張敬、小實、顧蕙倩 | ISBN 978-957-11-9830-9 |
| 2020年 | 《金鐘主持人的表達魔法》               | 張敬               |                        |